# Бостънско психоаналитично общество и институт
Бостънското психоаналитично общество и институт е общество за психоаналитични изследвания, обучение, което се причислява към Американската психоаналитична асоциация и Международната психоаналитична асоциация.
Макар че първото психоаналитично общество в Бостън е основано през 1906 г. и няколко други го последват, особено след визитата на Зигмунд Фройд в Устър през 1920 г., сегашното общество е основано от психоаналитика Франц Александер едва през 1936 г. (съкратено БПОИ). БПОИ е третият най-стар психоаналитичен институт в САЩ след Нюйоркския психоаналитичен институт и Чикагския институт за психоанализа.
Важни психоаналитици, които се свързват с обшеството, са Франц Александер, Хелене Дойч, Феликс Дойч и по-скорошни като Филип Холцман и Арнолд Модел. В своите ранни години департамента по психиатрия на Масачузетската обща болница е силно свързвана с БПОИ, особено чрез своя първи директор Стенли Коб.